# Émile Bélime
Émile Bélime, né le 28 juillet 1883 à Villeurbanne (Rhône), mort en juillet 1969, est un ingénieur des travaux publics de l'État français. Haut-commissaire au Niger, commandeur de la Légion d'honneur.

## Biographie
À la suite d'une mission au Soudan français (actuel Mali) en 1919-1920, il est à l'origine de la création du périmètre irrigué de l'Office du Niger qu'il a dirigé de sa création en 1932 jusqu'à 1944. Destiné en principe à développer la culture du coton, l'Office fut surtout le principal fournisseur de riz de l’Afrique-Occidentale française. De plus, il fut responsable de déplacements de populations effectués de manière autoritaire. Ces « erreurs graves » (dixit Gaston Defferre, ministre de la France d'Outre-mer, en 1956, à l'Assemblée nationale) suscitèrent de nombreuses critiques et polémiques dont l'écrivain Pierre Herbart s'était pour une large part fait le propagandiste, dès 1939, dans un ouvrage intitulé Le Chancre du Niger .

## Décorations
- Commandeur de la Légion d'honneur (1958)
  - Officier en 1933
  - Chevalier en 1925
- Croix de guerre 1914–1918
- Commandeur de l'ordre du Mérite saharien (1960)[3]
- Commandeur de l'ordre national du Mali

## Ouvrages
- L'Afrique s'éveille..., Extrait de la revue 'Hommes et mondes', septembre 1950, Édition : Corbeil, impr. de Crété , 1950
- H.-R. Forbes. Études sur la culture du coton effectuées dans la vallée moyenne du Niger de 1922 à 1926., Note sur les études de M. le Dr Forbes (1922-1926)..., Édition : Paris , 1928.
- Gardons l'Afrique..., Édition : Paris, Nouvelles éditions latines ; (Rennes, Impr. réunies) , 1955.
- L'Heure de la France (Réflexions sur la crise). Préface d'Anatole de Monzie, Édition : Paris, Impr. centrale du Croissant, 19, rue du Croissant ; libr. Félix Alcan , 1933.
- Les Irrigations du Niger. Discussions et Controverses. Introduction du général François Hélo, secrétaire général du Comité du Niger. Publications du Comité du Niger, Édition Abbeville, impr. F. Paillart
- L'Ordre réel. Ni capitalisme, ni communisme., Édition : Paris, impr. E. Ramlot ; les Œuvres françaises, 11, rue de Sèvres , 1935
- André Buffet et l'ordre réel, L'ordre réel et les faits., 1 pièce (48 p.), Paris : Éditions Balzac, 1943
- La Production du coton en Afrique occidentale française. Le Programme Carde, Édition : Abbeville, impr. F. Paillart ; Paris, publications du Comité du Niger, 2, square de l'Opéra, 1925.
- Le Rôle du Transsaharien dans l'économie nationale..., Extrait de la "Revue politique et parlementaire", 10 janvier 1933, Édition : Paris, Revue politique et parlementaire , 1933.
- Les travaux du Niger, 1 vol. (221 p.), Édition : Paris : Office du Niger, 1942.
- Quand les forts seront sages., Editions Janin, 1947